# Brian Scalabrine
Brian Scalabrine (Long Beach, Kalifornija, 18. ožujka 1978.) američki je profesionalni košarkaš. Igra na poziciji krilnog centra, a može igrati i centra. Trenutačno je član NBA momčadi Chicago Bullsa. Izabran je u 2. krugu (35. ukupno) NBA drafta 2001. od strane New Jersey Netsa.

## NBA karijera
Izabran je kao 35. izbor NBA drafta 2000. od strane New Jersey Netsa. U svojoj novačkoj sezoni ostvario je učinak od 6,1 koš, 3,1 skokova, 1,1 asistencije, 0,4 blokade i 0,9 ukradene lopte po utakmici, gađajući trice postotkom od 76%. U svojoj novačkoj sezoni, Scalabrine nije promašio ni jedno slobodno bacanje (498/498). Iste je godine osvojio prsten NBA prvaka pobijedivši LA Lakerse u sedam utakmica.  2. kolovoza 2005. Scalabrine je potpisao petogodišnji ugovor vrijedan 15 milijuna dolara i postao član Boston Celticsa. U NBA finalu 2008. Scalabrine je s Celticsima osvojio NBA, svladavši Los Angeles Lakerse (po drugi put) u šest utakmica.

## Nagrade i postignuća

### Dostignuća u karijeri
- koševi: 29, protiv Golden State Warriorsa, 26. siječnja 2005.
- skokovi: 11, dva puta
- asistencije: 5, šest puta
- ukradene lopte: 3, četiri puta
- blokade: 3, protiv New York Knicksa, 28. veljače 2007.
- odigrane minute: 45, protiv Toronto Raptorsa, 15. travnja 2005.

## NBA statistika

### Regularni dio
| Godina    | Klub       | Odig. uta. | Uta. poč. | Min. | 2P%  | 3P%  | Sl. bac.% | Skok. | Asist. | Ukr. lop. | Blok. | Poena |
| --------- | ---------- | ---------- | --------- | ---- | ---- | ---- | --------- | ----- | ------ | --------- | ----- | ----- |
| 2001./02. | New Jersey | 28         | 0         | 10.4 | .343 | .300 | .733      | 1.8   | .8     | .3        | .1    | 2.1   |
| 2002./03. | New Jersey | 59         | 7         | 12.3 | .402 | .359 | .833      | 2.4   | .8     | .3        | .3    | 3.1   |
| 2003./04. | New Jersey | 69         | 2         | 13.4 | .394 | .244 | .829      | 2.5   | .9     | .3        | .2    | 3.5   |
| 2004./05. | New Jersey | 54         | 14        | 21.6 | .398 | .324 | .768      | 4.5   | 1.6    | .6        | .3    | 6.3   |
| 2005./06. | Boston     | 71         | 1         | 13.2 | .383 | .356 | .722      | 1.6   | .7     | .3        | .3    | 2.9   |
| 2006./07. | Boston     | 54         | 17        | 19.0 | .403 | .400 | .783      | 1.9   | 1.1    | .4        | .3    | 4.0   |
| 2007./08. | Boston     | 48         | 9         | 10.7 | .389 | .326 | .750      | 1.6   | .8     | .2        | .2    | 1.8   |
| 2008./09. | Boston     | 39         | 8         | 12.9 | .421 | .393 | .889      | 1.3   | .5     | .2        | .3    | 3.5   |
| Ukupno    |            | 422        | 58        | 14.4 | .390 | .353 | .791      | 2.3   | .9     | .3        | .2    | 3.5   |

### Doigravanje
| Godina    | Klub       | Odig. uta. | Uta. poč. | Min. | 2P%  | 3P%  | Sl. bac.% | Skok. | Asist. | Ukr. lop. | Blok. | Poena |
| --------- | ---------- | ---------- | --------- | ---- | ---- | ---- | --------- | ----- | ------ | --------- | ----- | ----- |
| 2001./02. | New Jersey | 6          | 0         | 2.3  | .333 | .000 | .000      | .5    | .0     | .0        | .2    | .3    |
| 2002./03. | New Jersey | 7          | 0         | 2.9  | .500 | .000 | .000      | .6    | .0     | .0        | .0    | .6    |
| 2003./04. | New Jersey | 9          | 0         | 8.1  | .647 | .833 | .500      | 1.3   | .1     | .3        | .0    | 3.3   |
| 2004./05. | New Jersey | 4          | 3         | 15.3 | .182 | .250 | 1.000     | 1.8   | .5     | .2        | .5    | 2.3   |
| 2008./09. | Boston     | 12         | 0         | 20.5 | .423 | .448 | 1.000     | 2.2   | 1.0    | .2        | .4    | 5.1   |
| Ukupno    |            | 38         | 3         | 10.9 | .437 | .463 | .786      | 1.4   | .4     | .2        | .2    | 2.8   |

## Vanjske poveznice
- Službena stranica
- Profil na NBA.com
- Profil  Arhivirana inačica izvorne stranice od 9. travnja 2014. (Wayback Machine) na Basketball-Reference.com